# Parlamentul Regatului Unit
Parlamentul Regatului Unit al Marii Britanii și Irlandei de Nord (în original, The Parliament of the United Kingdom of Great Britain and Northern Ireland , cunoscut internațional ca UK Parliament sau British Parliament ori Westminster Parliament, iar în Regatul Unit doar ca Parliament ori Westminster) este instituția legislativă supremă a Regatului Unit al Marii Britanii și al Irlandei de Nord, a Dependențelor Coroanei Britanice (conform en  British Crown dependencies) și a Teritoriile britanice de pretutindeni (conform en  British Overseas Territories)
Doar Parlamentul Regatului Unit posedă en  supremația legislativă și, ca atare, ultimul cuvânt politic asupra oricăror entități politice ale Regatului Unit și ale celorlalte teritorii ale Regatului. 
Deși Parlamentul Regatului Unit este un parlament bicameral, compus din două camere, Camera Comunelor (cu membri aleși), și Camera Lorzilor (cu membri în general numiți), totuși are trei entități componente:cele două camere menționate și reprezentantul monarhului însuși/însăși, en  [The] Sovereign (conform, en  King-in-Parliament - Rege în Parlament).
Cele două camere ale Parlamentului se reunesc în Palatul Westminster în orașul Westminster, unul din zonele constituente (Borough (UK)) ale Londrei Metropolitane Interioare (en  Inner Londra), parte a capitalei Regatului Unit, Londra.
Camera Lorzilor (în original, en  [The] House of Lords) are 791 de membri, aleși din rândurile aristocrației britanice și ale clerului din Regatul Unit. De fapt, The House of Lords include trei tipuri diferite de membri, en  Lords Spiritual (Lorzii în spirit sau Lorzii spirituali), care sunt aleși/numiți dintre reprezentanții cei mai proeminenți din rândul episcopilor Bisericii Anglicane (en  Church of England), și lorzii (cei ai timpului și cei ai aristocrației ereditare). Ca atare, grupul lorzilor aristocratici, la rândul lor, consistă din două grupuri diferite, en  Lords Temporal (Lorzii temporari sau Lorzi ai timpului), grup alcătuit mai ales din aristocrația momentului a Marii Britanii (conform, en  life peers), care sunt numiți de oficiul cunoscut ca Sovereign (deci de monarhul existent, din 2022 rege Charles al III-lea), bazat pe recomandările Primului Ministru, și un grup constant de 92 de membri ai aristocrației ereditare a Regatului Unit (în original, en  hereditary peerage - aristocrația ereditară), fiind prezenți/aleși/numiți fie pentru că dețin o funcție a unui oficiu al monarhului, fie pentru că au fost aleși de colegii lor din grupul aristocrației ereditare. Anterior primei sesiuni a en  Curții Supreme de Justiție a Regatului Unit, în octombrie 2009, Camera Lorzilor ([The] House of Lords) avea ca una din funcții aceea de en  rol judiciar, folosindu-se de așa numita Lege a Lorzilor (conform, en  Law Lords).
Camera Comunelor (en  [The] House of Commons) este o cameră legislativă alcătuită din 650 en  membri, fiecare dintre aceștia fiind ales într-o anumită circumscripție electorală, prin sistemul de vot uninominal - candidatul cu cel mai mare număr de voturi într-o circumscripție câștigă mandatul. Aceste alegeri au loc la minimum en  cinci ani. Camera Comunelor are puteri mai mari decât cea a Lorzilor, și poate trece legi respinse de către cea din urmă.
Cele două camere se reunesc în locații separate, mai exact în en  camere diferite în Palatul Westminster (cunoscut și ca The Houses of Parliament) în Londra. Prin en  convenție constituțională, toate posturile ministeriale, incluzând cea de en  Prim Ministru, sunt membri ai [the] House of Commons sau, mult mai puțin comun, ai [the] House of Lords. Ca atare, fiecare dintre aceștia răspund pentru acțiunile lor în fața entităților legislative în care sunt membri. Majoritatea miniștrilor sunt din Camera Comunelor, în timp ce miniștrii adjuncți pot fi din ambele camere. Oricum, en  speaker-ul Camerei Lorzilor trebuie să fie un membru al aristocrației.

## Istoricul Parlamentului de la 1707
Parlamentul Marii Britanii (en  The Parliament of Great Britain) a fost format în 1707, ca urmare a ratificării Tratatului Unirii Angliei cu Scoția (conform, en  Treaty of Union) prin Actul Unirii din 1707 (conform, en  Acts of Union), ratificare dublă, datorată atât a Parlamentului Angliei (en  Parliament of England) cât și a Parlamentului Scoției (en  Parliament of Scotland). Ambele acte ale Unirii, menționate anterior, specifică explicit că, „Regatul Unit al Marii Britanii [va fi] reprezentat de unul și același Parlament, care va fi numit Parlamentul Marii Britanii  (conform textului original, "That the United Kingdom of Great Britain be represented by one and the same Parliament to be styled The Parliament of Great Britain").
La începutul secolului al 19-lea, Parlamentul a continuat să fie extins printr-un alt documente de unire, en  Acts of Union (1800), ratificate de Parlamentul Marii Britanii ([the] Parliament of Great Britain) și de Parlamentul Irlandei (en  Parliament of Ireland), care a anulat existența parlamentului anterior (constituit la 1 ianuarie 1707) și a adăugat 100 de parlamentari irlandezi și 32 de lorzi la constituența anterioară, formând Parlamentul Marii Britanii și al Irlandei (en  The Parliament of the United Kingdom of Great Britain and Ireland). en  Actul Parlamentului și al Coroanei Britanice din 1927 a recunoscut formal noul nume complet (ușor schimbat) al Parlamentului ca fiind Parlamentul Regatului Unit și al Irlandei de Nord (conform originalului, [the] "Parliament of the United Kingdom of Great Britain and Northern Ireland,", la cinci ani după secesiunea celei mai mari părți sudice a insulei Irlanda, sub numele de Statul liber irlandez, conform en  Irish Free State, în 1922.
Odată cu extinderea globală a Imperiului britanic (a se vedea și en  [The] British Empire), Parlamentul a devenit un model pentru alte parlamente (a se vedea și Sistemul Westminster, en  Westminster system), atât din Coloniile Coroanei, cât și pentru alte țări, colonii sau teritorii de peste mări. Astfel, Parlamentul britanic, fiind un model de urmat, din multiple puncte de vedere, a primit titlul inerent de Mamă a Parlamentelor (conform, en  "Mother of Parliaments.") Oricum, John Bright — cel care a folosit prima dată epitetul — l-a folosit mai degrabă în ideea de a se referi la politica culturală a Angliei și a spațiului insular britanic decît la sistemul britanic parlamentar propriu-zis.
Teoretic, puterea legislativă supremă din Regatul Unit este oficial investită în entitatea numită Prezența Reginei/Coroanei în Parlament (conform, en  Crown-in-Parliament). În realitate, en  Coroana acționează, în aproape toate instanțele, doar la sfatul Primului Ministru, iar puterile Camerei Lorzilor sunt limitate doar la amânarea unei anumite piese de legislație și nimic mai mult. Ca atare, în realitate, puterea de facto este limpede investită în Camera Comunelor (conform en  [The] House of Commons).

### Parliament of the United Kingdom of Great Britain and Ireland

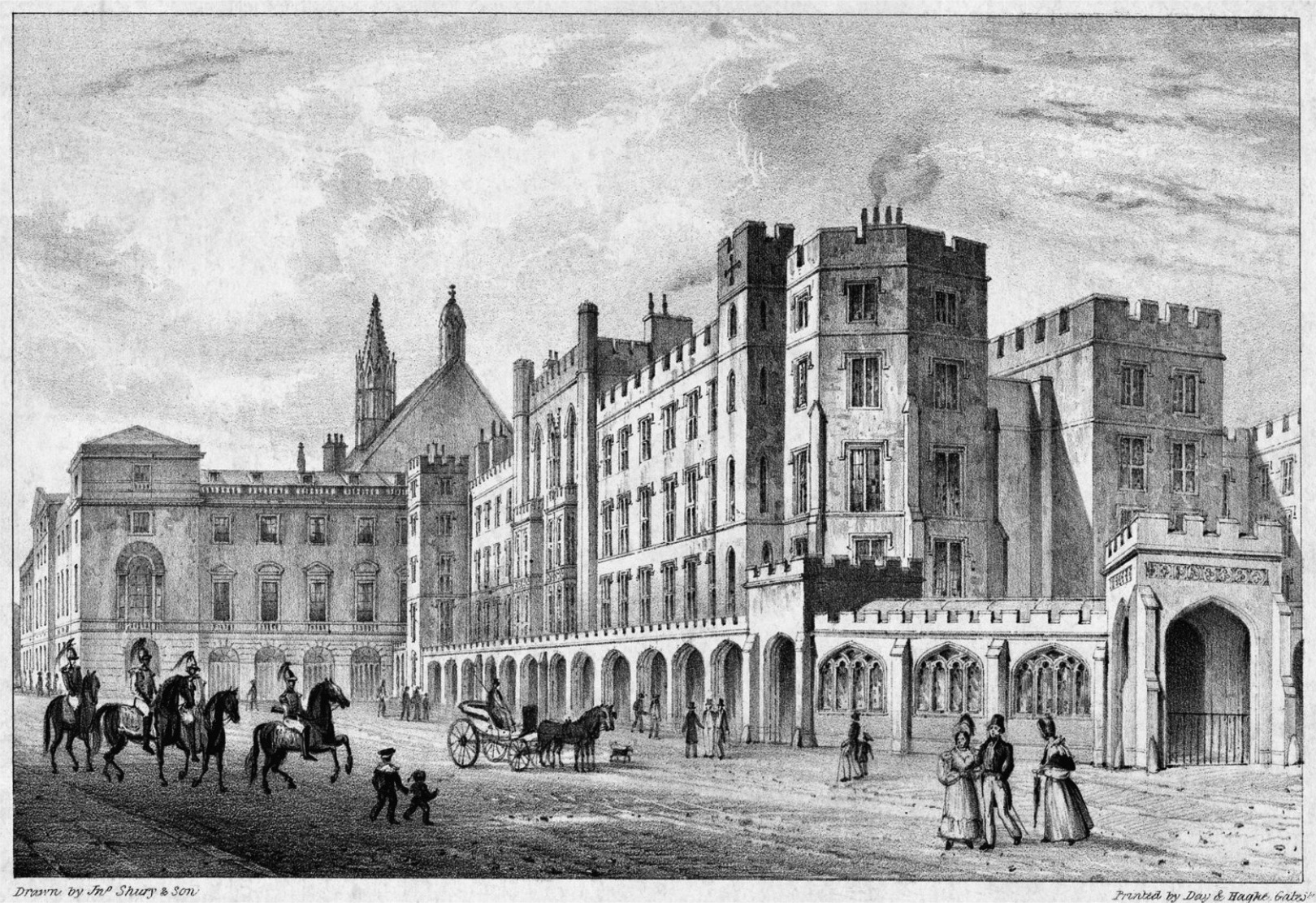
Imagine a Palatului Westminster - Palace of Westminster, înainte de incendiul din 1834.

Regatul Unit al Marii Britanii și al Irlandei (conform, en  The United Kingdom of Great Britain and Ireland a fost creat cândva în anul 1800, dar pus legislativ în aplicare la 1 ianuarie 1801, prin unificarea legislativă a două regate, Regatul Marii Britanii (conform, en  Kingdom of Great Britain și Regatul Irlandei (conform, en  Kingdom of Ireland), ca urmare a en  Actelor Unirii de la 1800. Principiul ministerial al responsabilității majore a camerei inferioare, Camera Comunelor, nu a fost pus la punct decât mai tîrziu în secolul al al 19-lea, întrucât până atunci Camera Lorzilor avea puteri superioare Camerei Comunelor, atît în teorie cât și în practică. Membri Camerei Comunelor (numiți colocvial MP(s) - pronunțat aproximativ, em pi(z)) fuseseră aleși până atunci printr-un sistem electoral vetust, utilizând circumscripții electorale (în original, en  constituencies), departe de cele existente astăzi, imaginate pentru a menține controlul Parlamentului de către Camera Lorzilor. Spre exemplificare, circumscripția electorală a burgului Old Sarum (conform, borough of Old Sarum, cu doar șapte alegători valizi (femeile nu aveau drept de vot), puteau alege doi membri ai Camerei Comunelor, similar cu circumscripția electorală Dunwich (conform, en  the borough of Dunwich), care a dispărut aproape complet în mare datorită eroziunii solului.
Astfel, foarte multe circumscripții (electorale) de buzunar sau circumscripții alterate (conform, pocket borough ori rotten borough), erau ușor controlate de membri Camerei Lorzilor, care putea manipula ușor alegere prieteniilor sau rubedeniilor lor. Datorită reformelor electorale din anii 1830 încolo, începând cu en  Reforma legislativă din 1832, sistemul electoral al transferului puterii către Camera Comunelor a fost progresiv continuu regularizat. Nemai fiind dependenți de puterea lorzilor, MPs au devenit treptat din ce în ce mai semnificativi.